# Ingmarsspelen
Ingmarsspelen är ett bygdespel av Rune Lindström efter Selma Lagerlöfs roman Jerusalem. Spelet framförs varje sommar i Nås i Dalarna.
Handlingen är baserad på en verklig händelse som utspelade sig i Nås socken 1896 då predikanten Olof Henrik Larsson förmådde 37 bybor att sälja sina gårdar för att för alltid lämna sin hembygd. Resans mål var Jerusalem, Guds heliga stad, där de trodde sig få vara med om Jesu återkomst till jorden.
Urpremiären ägde rum 1959 och blev en stor framgång. Sedan dess har tusentals människor varje sommar sett Ingmarsspelen. Föreställningen framförs på en utomhusscen vid Västerdalälvens strand. Ensemblen har genom åren bestått av såväl professionella skådespelare som amatörer från bygden. Den kvinnliga huvudrollen som Gertrud har gestaltats av bland andra Margareta Jonth, Mikaela Ramel, Lizette Pålsson, Anna Eiding, Maria Bonnevie och Karin Hagås.